# سیارک ۵۸۱۹۱
سیارک ۵۸۱۹۱ (به انگلیسی: 58191 Dolomiten، نامگذاری:1991YN1) پنجاه و هشت هزار و صد و نود و یکمین سیارک کشف شده‌است که در ۲۸ دسامبر ۱۹۹۱ کشف شد.